# Coluber thomasi
Coluber thomasi là một loài rắn trong họ Rắn nước. Loài này được Parker mô tả khoa học đầu tiên năm 1931.